# بوبي فرنسيس
بوبي فرنسيس (بالإنجليزية: Bob Francis)‏ هو لاعب هوكي الجليد أمريكي وكندي، ولد في 5 ديسمبر 1958 في نورث باتلفورد في كندا.

## وصلات خارجية
- بوبي فرنسيس على موقع دوري الهوكي الوطني (الإنجليزية)
- بوبي فرنسيس على موقع قاعة مشاهير الهوكي (لاعب أن.إتش.أل) (الإنجليزية)
- بوبي فرنسيس على موقع EliteProspects.com (الإنجليزية)
- بوبي فرنسيس على موقع Eurohockey.com (الإنجليزية)
- بوبي فرنسيس على موقع HockeyDB.com (الإنجليزية)
- بوبي فرنسيس على موقع Hockey-Reference.com (الإنجليزية)